# لوده واوترس
لوده واوترس (انگلیسی: Lode Wouters; ۲۷ مهٔ ۱۹۲۹ – ۲۵ مارس ۲۰۱۴) دوچرخه‌سوار اهل بلژیک بود.
وی در مسابقات کشوری و بین‌المللی در مجموع برندهٔ ۱ مدال طلا، ۱ مدال برنز شده‌است.